# Páni z Lomnice
Páni z Lomnice jsou starý moravský rod, pocházející z rodu Tasovců, který měl v erbu černé křídlo ve stříbrném poli. 

## Historie
Rod Tasovců, který se též psal po Meziříčí či po hradě Tassenberku, má pravděpodobně daleko starší kořeny, snad až do 11. století, ale spojitost s údajným prapředkem Tasem není jistá. Ve starší literatuře bývá uveden jako zakladatel rodu z Lomnice Oldřich z Lomnice, který však byl Vítkovec a zdrojem jeho predikátu byla Lomnice nad Lužnicí. Prvními historicky doložitelnými členy rodu jsou bratři Bohuše a Vznata, který se uvádí v letech 1227–1234 jako znojemský purkrabí. V letech 1237–1259 Vznata držel s bratrem Tasov. Vznata byl v letech 1254–1277 královským číšníkem a měl tři syny: Jence (1293), Tasa (1281–1297) a Vznatu. 
Koncem 13. a počátkem 14. století se rod rozvětvil na dvě větve. První z nich držela Tasov a Lomnici, druhá Velké Meziříčí. Tas z Tasenberka, který se uvádí v letech 1281–1297, držel hrad Tassenberk, městečko Lomnici a měl syna Jence. Vznata se psal v roce 1281 po Velkém Meziříčí a později i po Lomnici. Roku 1318 byl komorníkem brněnské a olomoucké cúdy a roku 1339 moravským zemským hejtmanem. Vznata držel také Deblín a Louku. 
Ješek Meziříčský držel kromě Meziříčí i Křižanov, další členové této větve získali statky v Čechách, které později prodali. Tyto dvě rodové větve se později rozdělily na několik odnoží, které vlastnili např. Náměšť nad Oslavou, Mostiště, Jemnici.
Jan Meziříčský z Lomnice v letech 1496–1515 zastával úřad moravského zemského hejtmana a v této funkci zasahoval do vývoje událostí nejen na Moravě, ale i v Čechách, měl velký vliv i na krále Vladislava II. Zemřel roku 1515. Zdeněk Meziříčský z Lomnice vlastnil počátkem 16. století Vranov, v Čechách vyženil Ledeč nad Sázavou, kam se přestěhoval. 
Rodovým sídlem pánů z Lomnice byl hrad Lomnice. Ačkoliv zůstal v majetku rodu až do 16. století, nejsilnější a nejvlivnější rodovou větví se stali Meziříčtí z Lomnice. Páni z Lomnice vlastnili v průběhu času tyto hrady: Lomnici, Velké Meziříčí, Tassenberk, Tasov, Bukov, Náměšť nad Oslavou, Brumov, Ledeč nad Sázavou, Mostiště, Letovice, Louku, Pyšolec, Rájec, Skuhrov, Zubštejn a další.
Počátkem 17. století rod ve všech větvích vymřel po meči.

## Erb
V stříbrném (výjimečně zlatém) štítě černé orlí křídlo se zlatou pružinou. Rodové linie se odlišovaly různým zbarvením. Znak města Velkého Meziříčí dodnes tvoří stříbrné křídlo v červeném štítě z erbu pánů z Meziříčí (rodové větve sídlící na meziříčském hradě ze 13. století, vymřelé již na konci 14. století). Rovněž městys Nové Veselí původně užíval tentýž znak (změněný na stávající až roku 1563). Černé křídlo pánů z Lomnice je pak historicky v těchto komunálních znacích: Lomnice, Křižanov, Kuřim, Olešnice, Radostín nad Oslavou, Solnice (dvě),Tasov (tři).

## Příbuzenstvo
Spojili se s Krajíři, Pernštejny, Šternberky, Trčky, pány z Letovic či Ledeckými z Říčan.